# Laurentiuskirche (Adersbach)

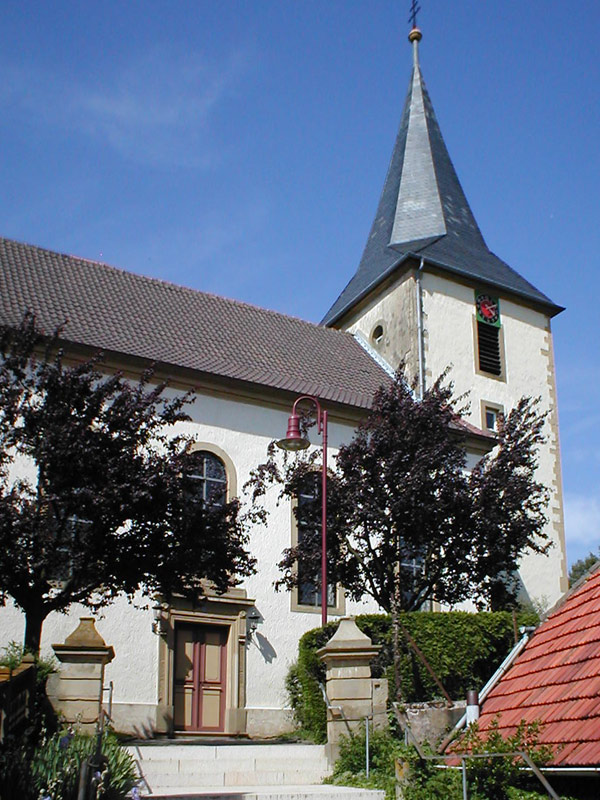
Laurentiuskirche in Adersbach

Die evangelische Laurentiuskirche in Adersbach, einem Stadtteil der Großen Kreisstadt Sinsheim im Rhein-Neckar-Kreis im nördlichen Baden-Württemberg, gehört zur evangelischen Kirchengemeinde Reihen – Adersbach – Hasselbach im Kirchenbezirk Kraichgau der Evangelischen Landeskirche in Baden. 

## Geschichte
Die Kirche am nördlichen Ortsrand neben dem Friedhof geht auf eine bereits im 12. Jahrhundert bezeugte Walpurgiskapelle zurück; der untere Teil des Kirchturms, der dreimal aufgestockt wurde, ist schon im 11. Jahrhundert entstanden. Das Kirchenschiff wurde wegen Baufälligkeit in den Jahren  1782 bis 1785 durch einen Neubau ersetzt. 1784 bis 1786 wurde auch der Turmhelm erneuert und seither ist das Gebäude weitgehend unverändert geblieben. Das unweit gelegene Pfarrhaus wurde um 1755 erneuert und ist noch von Resten seiner historischen Wirtschaftsgebäude umgeben.

## Orgel
Die Orgel auf der Empore im hinteren Teil der Kirche mit einem Umfang von neun Registern auf einem Manual und Pedal ist ein Werk von G. F. Steinmeyer & Co. aus dem Jahr 1903 mit folgender Disposition:
| I Hauptwerk C–f3 |       |
| Prinzipal        | 8′    |
| Flöte            | 8′    |
| Gedeckt          | 8′    |
| Gamba            | 8′    |
| Dolce            | 8′    |
| Oktave           | 4′    |
| Flöte            | 4′    |
| Mixtur 3f        | 2 ⁄3′ |

| Pedal C–d1 |     |
| Subbass    | 16′ |
| Bordun     | 8′  |

- Koppeln: I/P

## Glocken
Im 36 Meter hohen Kirchturm hängt ein dreistimmiges Glockengeläut aus Bronze:
- Eine im 19. Jahrhundert vorhandene Glocke wurde 1878 bei der Glockengießerei Bachert in Dallau umgegossen. Sie hatte einen Durchmesser von 80 cm und ein Gewicht von 303 kg. Diese Glocke musste 1917 im Ersten Weltkrieg zu Rüstungszwecken abgeliefert werden. 1922 wurde auf eine Geldstiftung des Kommerzienrats Albert Franck hin eine Ersatzglocke mit dem Schlagton ais‘, einem Durchmesser von 90 cm und einem Gewicht von 424 kg bei Bachert in Karlsruhe gegossen. Diese Glocke musste 1942 im Zweiten Weltkrieg abermals abgeliefert werden. 1950 wurde bei Bachert in Kochendorf (Bad Friedrichshall) dann die Rufglocke mit dem Schlagton b‘, einem Durchmesser von 86 cm und einem Gewicht von 351 kg gegossen. Ihre Inschrift lautet O LAND LAND LAND HÖRE DES HERRN WORT.
- Die älteste Glocke der Kirche wurde 1821 bei Sprinkhorn & Schrader in Frankenthal gegossen. Sie hat den Schlagton c‘‘, einen Durchmesser von 69 cm und ein Gewicht von 175 kg. Ihre Inschrift lautet GEGOSSEN VON GBR SPRINKHORN ET SCHRADER IN FRANKENTHAL VOR DIE GEMEINDE ADERSBACH und sie ist mit einem Blütenfries verziert.
- Das Zweigeläut wurde 2009 durch eine dritte Glocke erweitert. Diese wurde bei Bachert in Karlsruhe gegossen, hat den Schlagton es‘‘, einen Durchmesser von etwa 65 cm und ein Gewicht von ca. 170 kg.[2]